# Phoi Mahadev
Phoi Mahadev (nep. फोई महादेव) – gaun wikas samiti w zachodniej części Nepalu w strefie Karnali w dystrykcie Kalikot. Według nepalskiego spisu powszechnego z 2011 roku liczył on 617 gospodarstw domowych i 3418 mieszkańców (1710 kobiet i 1708 mężczyzn).